# Zoologisches Museum Kopenhagen

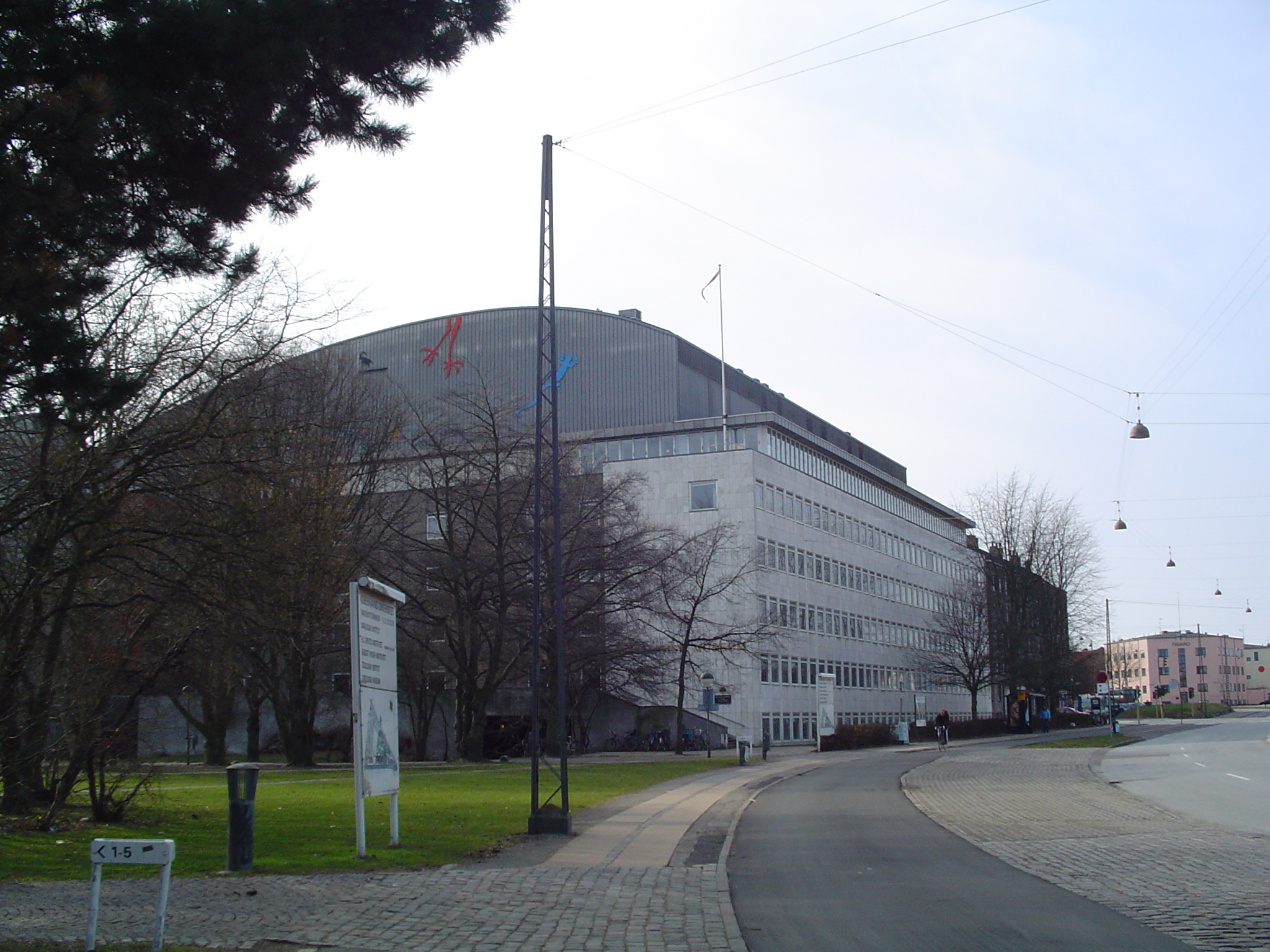
Museumsgebäude

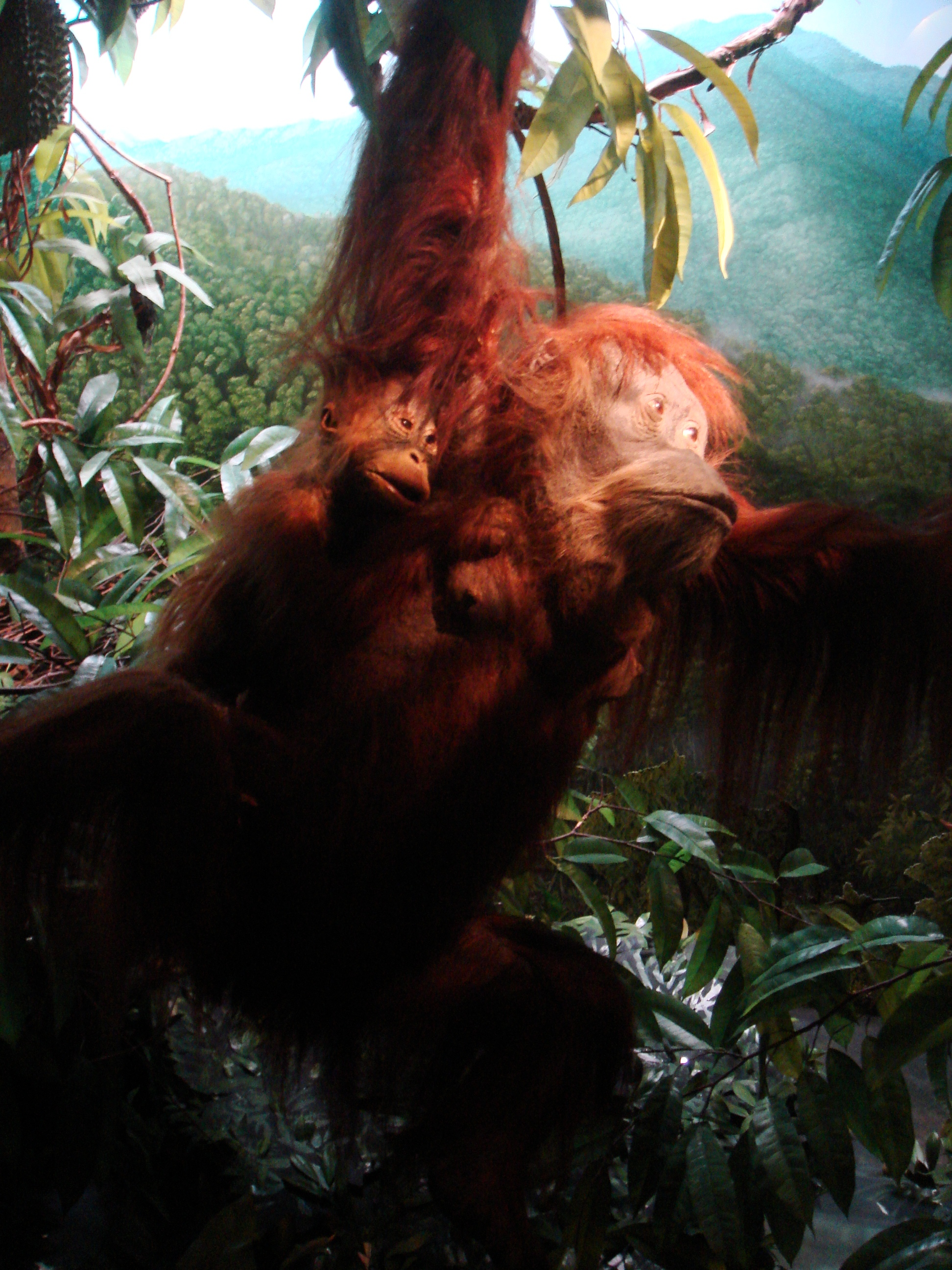
Orang-Utan aus dem Museum

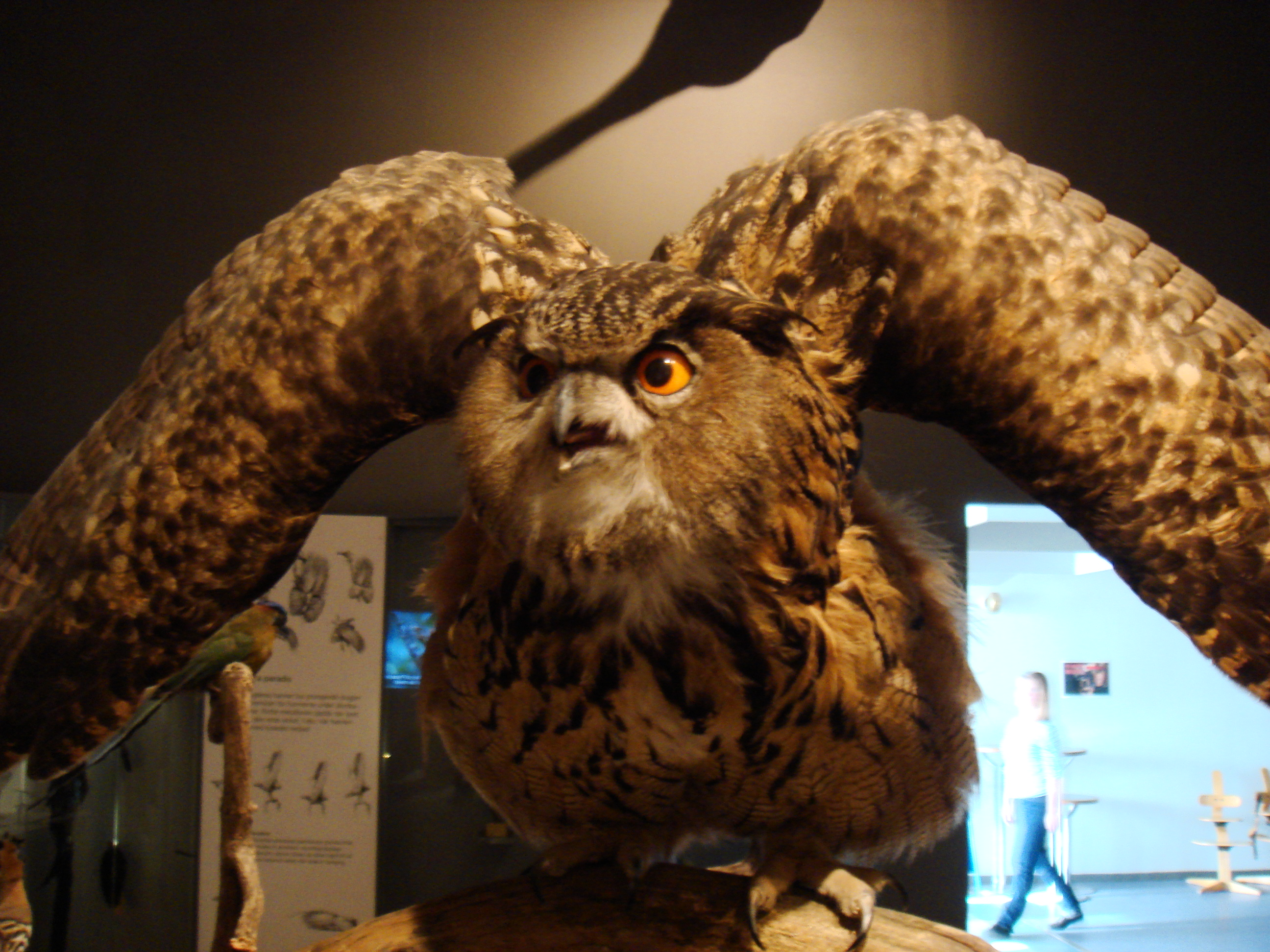
Uhu aus dem Museum

Das Zoologische Museum Kopenhagen (Zoologisk Museum) bildet gemeinsam mit dem Botanischen und dem Geologischen Museum das Staatliche Naturkundemuseum Dänemarks in Kopenhagen (Universitsparken 15). Es gehört zur Universität Kopenhagen.
Seine Ursprünge gehen bis auf das Raritäten- und Naturalienkabinett von Ole Worm (1588–1654) zurück, das nach seinem Tod teilweise vom dänischen König Friedrich III aufgekauft wurde und in seine Kunstkammer eingegliedert wurde. 1862 entstand aus dem Königlichen Naturhistorischen Museum (dem Nachfolger der Kunstkammer) und der Zoologischen Sammlung der Universität das Zoologische Museum mit einem Neubau in der Krystalgade, der 1870 für Publikum eröffnet wurde. 1967 wurde das Museum, dessen Sammlungen vielfach ausgelagert waren und dessen Ausstellung veraltet war, geschlossen und 1970 ein neues Museum im Universitätspark eröffnet.
Das Museum hat rund 10 Millionen Exemplare von Tieren, die etwa ein Zehntel der bekannten mehrzelligen Tierarten repräsentieren. Einige Schwerpunkte sind neben Dänemark und Grönland bzw. der Arktis, Tiefsee, Philippinen, Bismarck-Inseln und Salomon-Inseln, ein großes Wal-Skelett, südamerikanische Schmetterlinge und Säuger, Ostafrika (Amphibien, Reptilien, terrestrische Arthropoden).
Im Museum ist auch die Typsammlung von Johann Christian Fabricius mit 8000 Arten (aus der Zeit um 1800). Eine Spezialsammlung ist die Gewebebank mit DNA Material besonders von Vögeln (über 3000 Arten) und afrikanischen Säugern.
Das Museum ist Zentrum der dänischen Vogelberingung.
Angeschlossen ist eine Bibliothek mit über 15.000 Bänden und 750 laufenden Zeitschriften.
Die weiteren naturkundlichen Sammlungen der Universität sind im Geologischen Museum (Geologisk Museum, Øster Voldgade) und im Botanischen Museum, das sich im Botanischen Garten (Botanisk Have) befindet.

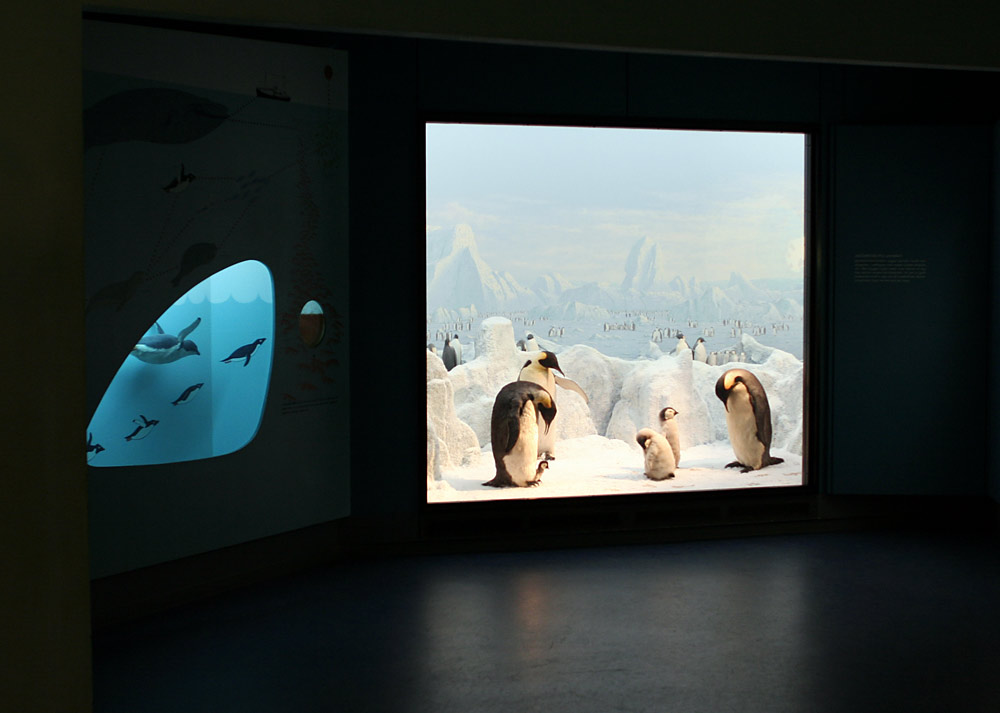
Pinguine im Antarktis Panorama